# Chiesa di San Lorenzo (Calestano)
La chiesa di San Lorenzo è un luogo di culto cattolico dalle forme neoclassiche, neorinascimentali e moderniste, situato in piazzale San Lorenzo 5 a Calestano, in provincia e diocesi di Parma; è sede di una parrocchia compresa nella zona pastorale della Montagna.

## Storia
Il luogo di culto fu costruito originariamente in epoca medievale; la più antica testimonianza della sua esistenza risale al 1230, quando la cappella fu citata nel Capitulum seu Rotulus Decimarum della diocesi di Parma tra le dipendenze della pieve di Bardone.
Nel 1490 la chiesa romanica fu sottoposta ad alcuni lavori di restauro.
Verso la fine del XVI secolo il tempio fu ampliato con la costruzione delle prime due cappelle, mentre nel 1659 fu edificata la cappella a sinistra accanto al presbiterio.
Agli inizi del XVIII secolo la chiesa fu notevolmente modificata, sostituendo alle antiche capriate lignee le volte di copertura, realizzando altre tre cappelle laterali e decorando gli interni in stile neoclassico; negli stessi anni fu inoltre innalzato il campanile; i lavori furono completati entro il 1790.
Nel 1812 il tempio fu arricchito dell'altare maggiore in marmi policromi e del coro in legno, provenienti dalla chiesa di Santa Maria del Carmine di Parma, soppressa per decreto napoleonico.
Nel 1907 la facciata fu ricostruita in forme neorinascimentali su progetto dell'architetto Moderanno Chiavelli; nel 1913 fu inoltre sopraelevato il campanile.
Nel 1944 la chiesa fu pesantemente danneggiata dai bombardamenti alleati, che causarono il crollo della facciata e della prima cappella sulla destra; tra il 1949 e il 1950 il prospetto fu ricostruito in stile modernista su disegno dell'architetto Italo Costa; nel corso dei lavori, fu inoltre riedificata la cappella distrutta, fu sostituita la pavimentazione e furono restaurate e integrate le decorazioni interne in forme tardorinascimentali e neobarocche, ad opera del pittore Regolini.
Tra il 1965 e il 1975 le pavimentazioni furono nuovamente rifatte.
Tra il 1985 e il 1990 la chiesa fu sottoposta ad alcuni lavori di restauro che interessarono le coperture e la facciata; tra il 2000 e il 2002 gli interventi furono estesi alle decorazioni delle cappelle e del presbiterio, mentre nel 2007 fu sostituita la pavimentazione esterna.
Il 23 dicembre del 2008 un violento terremoto colpì il territorio; tra il 2009 e il 2011 l'edificio fu interessato da opere di restauro e consolidamento strutturale.

## Descrizione

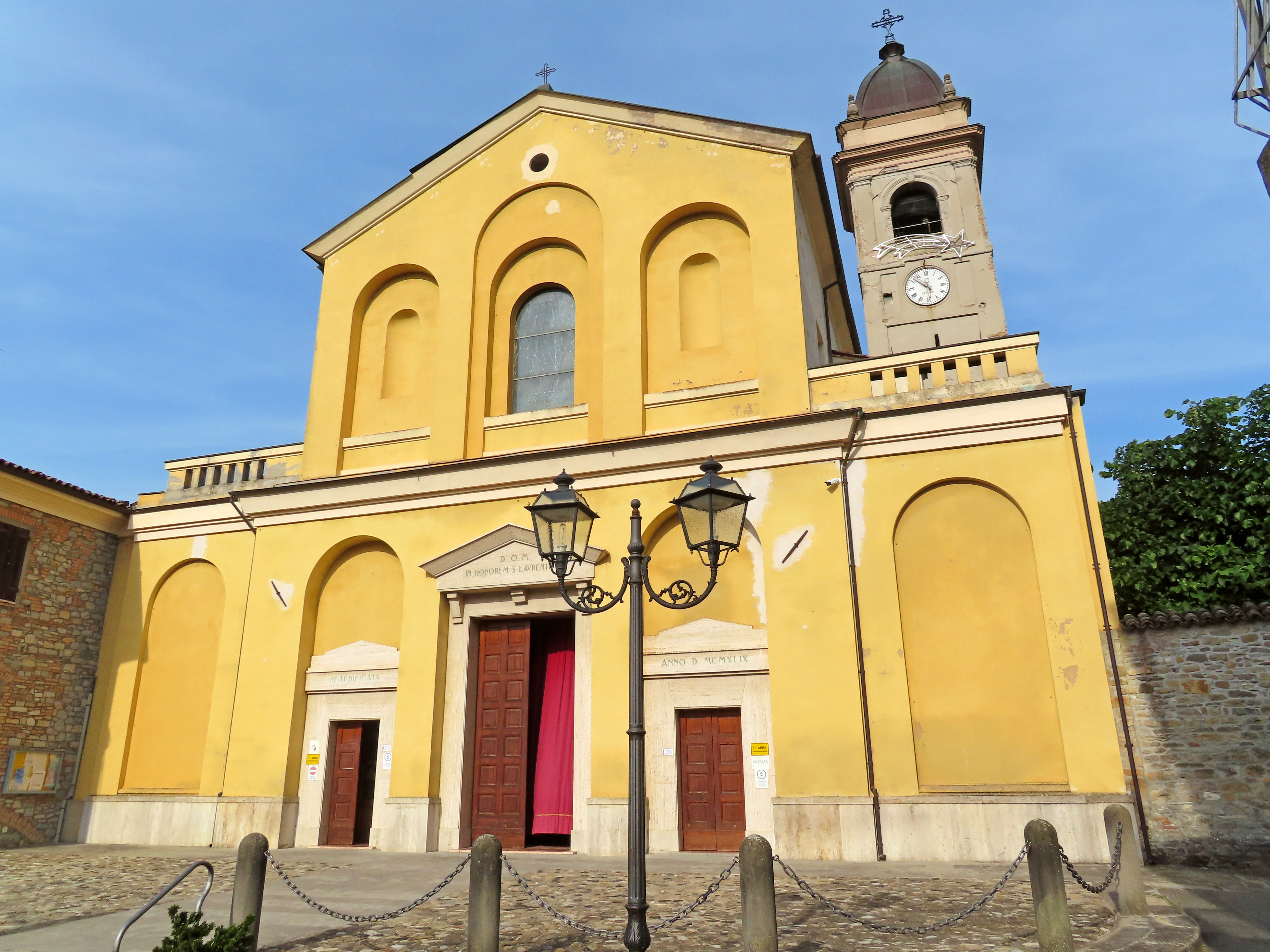
Facciata

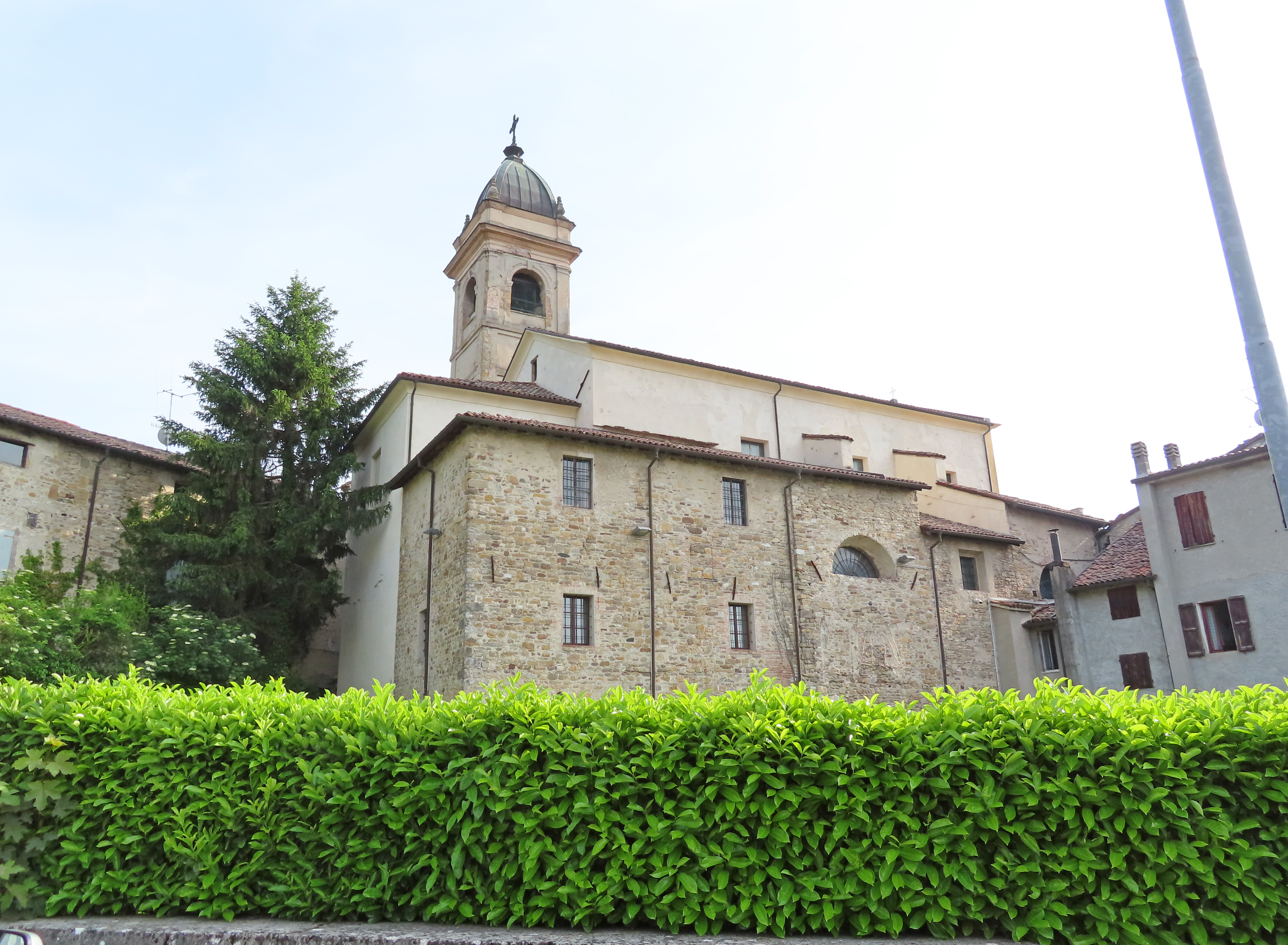
Retro e lato nord

La chiesa si sviluppa su un impianto a navata unica affiancata da tre cappelle per lato, con ingresso a ovest e presbiterio a est.
La simmetrica facciata, interamente intonacata, è scandita orizzontalmente in due parti da un cornicione in rilievo. Inferiormente al centro è collocato l'ampio portale d'ingresso principale, delimitato da una cornice e sormontato da un frontone triangolare su mensoline; ai lati si trovano due nicchie ad arco a tutto sesto contenenti i portali d'accesso secondari, incorniciati e coronati da frontoni; alle estremità si elevano su un alto basamento altre due nicchie ad arco a tutto sesto. Superiormente la porzione centrale è scandita in tre arcate a tutto sesto, contenenti nel mezzo una finestra ad arco a tutto sesto e ai alti due nicchie a tutto sesto; a coronamento si allunga lungo gli spioventi del tetto il cornicione modanato; alle estremità due attici preceduti da balaustre chiudono il prospetto.
Dai fianchi intonacati aggettano i volumi delle cappelle e dei locali di servizio; al termine del lato destro si erge il campanile a base quadrata, decorato con una serie di specchiature; la cella campanaria si affaccia sulle quattro fronti attraverso ampie monofore ad arco a tutto sesto, delimitate da lesene coronate da capitelli dorici; in sommità si erge l'alto cornicione modanato; a coronamento si staglia una guglia ogivale in rame, affiancata da quattro piccoli pinnacoli sulle estremità.

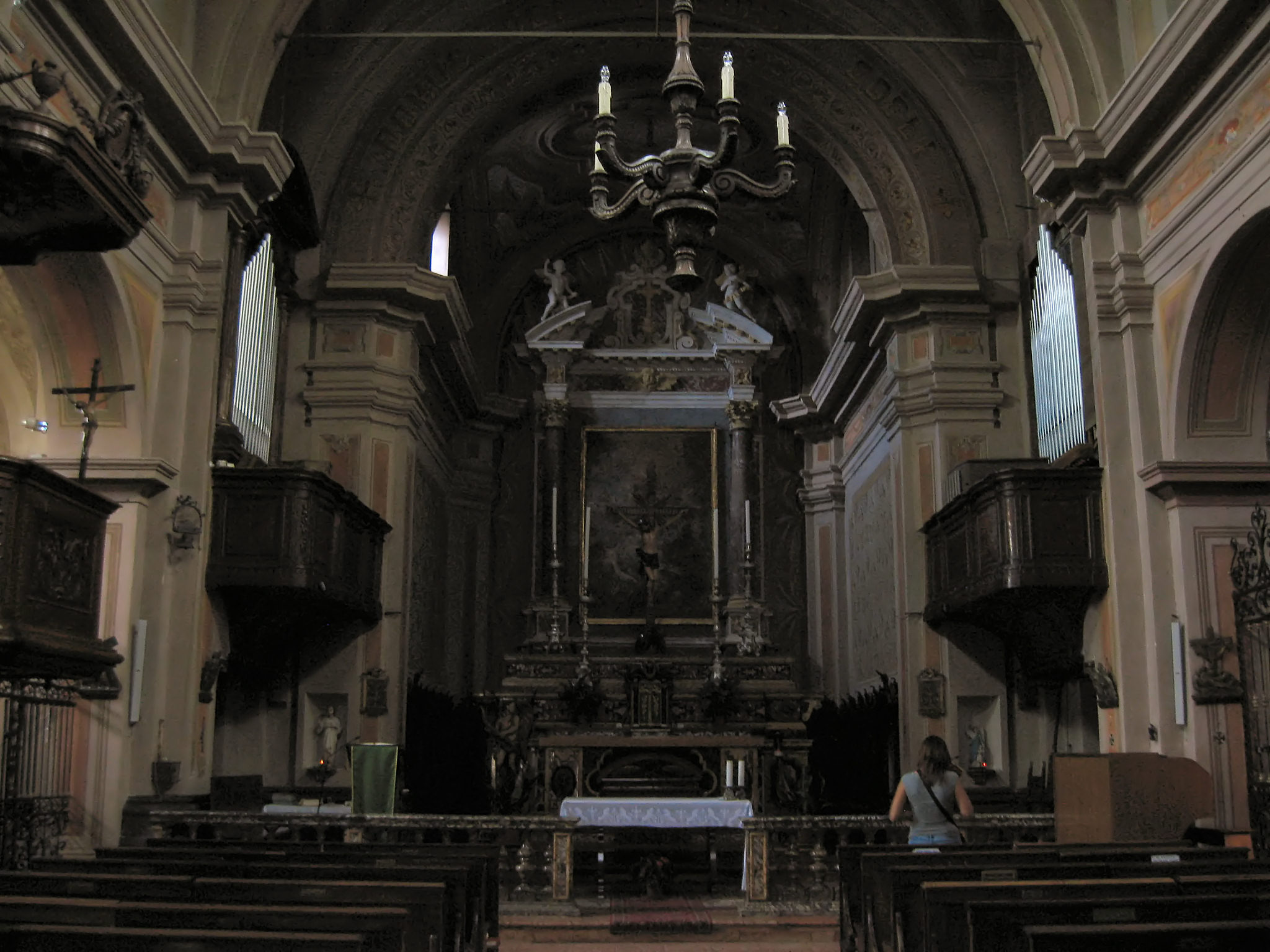
Navata

All'interno la navata, coperta da una volta a botte lunettata, è affiancata da una serie di lesene coronate da capitelli dorici, a sostegno del cornicione perimetrale modanato; la cappelle laterali, chiuse superiormente, in alternanza, da volte a vela e da cupole, si affacciano sull'aula attraverso ampie arcate a tutto sesto.
Il presbiterio, lievemente sopraelevato, è preceduto dall'arco trionfale, retto da paraste; l'ambiente, coperto da due volte a vela affrescate, accoglie l'altare a mensa in legno, aggiunto tra il 1970 e il 1980; sul fondo si trovano l'altare maggiore in marmi policromi, sormontato dalla monumentale ancona delimitata da due colonne corinzie a sostegno del frontone circolare spezzato, e il coro settecentesco provenienti dalla chiesa di Santa Maria del Carmine.
La chiesa conserva nell'aula e nelle cappelle varie opere di pregio, tra cui un dipinto seicentesco raffigurante la Gloria del Paradiso, alcuni dipinti settecenteschi, un fonte battesimale cinquecentesco in marmo, due acquasantiere risalenti al 1605 e una cancellata barocca realizzata nel 1677.